# March or Die
March or Die is een Britse film van Dick Richards die werd uitgebracht in 1977. 

## Verhaal
De Amerikaan Foster is een oorlogsmoeë getraumatiseerde majoor van het Frans Vreemdelingenlegioen die tijdens de Eerste Wereldoorlog slechts 200 van zijn 8000 manschappen heeft overgehouden. In Parijs krijgt hij een nieuwe opdracht: aangezien hij de enige overlevende officier is die al voor de oorlog ervaring in Marokko heeft opgedaan moet hij in het Marokkaanse Rifgebergte een opstand van Bedoeïenen- en Berberstammen de kop indrukken. 
Hij moet ginder tevens met een escouade bescherming bieden aan een groep archeologen die opgravingen willen verrichten om 3000 jaar oude Berberse graven te vinden in de buurt van de stad Erfoud.

## Rolverdeling
| Acteur            | Personage                     |
| ----------------- | ----------------------------- |
| Gene Hackman      | majoor William Sherman Foster |
| Terence Hill      | Marco Segrain                 |
| Max von Sydow     | François Marneau              |
| Catherine Deneuve | Simone Picard                 |
| Ian Holm          | El Krim                       |
| Jack O' Halloran  | Ivan                          |
| Rufus             | sergeant Triand               |
| Marcel Bozzuffi   | luitenant Fontaine            |
| Liliane Rovère    | Lola                          |